# Jaroslav Vogel
Jaroslav Vogel (Plzeň, 11 gennaio 1894 – Praga, 2 febbraio 1970) è stato un direttore d'orchestra, compositore e scrittore ceco.

## Biografia
Fu direttore d'orchestra nella sua città nativa di Plzeň dal 1914 al 1915 e ad Ostrava dal 1919 al 1923, ritornando poi dal 1927 al 1943 come direttore principale. Diresse poi a Praga dal 1923 al 1927. Fu noto come direttore di opere di Leoš Janáček, Bedřich Smetana e Jan Novák e compositore di quattro opere liriche.
Fu direttore principale della Orchestra Filarmonica di Brno dal 1959 al 1962.
Morì a Praga nel 1970.